# سیاه‌مرغ زعفرانی
سیاه‌مرغ زعفرانی (نام علمی: Xanthopsar flavus) نام یک گونه از تیره سیاه‌پره‌ایان است.